# Noironte
Noironte település Franciaországban, Doubs megyében. Lakosainak száma 401 fő (2022. január 1.). Noironte Placey, Audeux, Champagney, Chaucenne, Recologne, Émagny, Pouilley-les-Vignes, Champvans-les-Moulins és Chevigney-sur-l'Ognon községekkel határos.

## Népesség
A település népességének változása:
| Lakosok száma | 215  | 236  | 303  | 312  | 380  | 380  | 386  | 394  | 397  | 401  |
|               | 1968 | 1982 | 1990 | 2006 | 2013 | 2015 | 2017 | 2019 | 2020 | 2022 |